# 道の駅よってけ!島牧

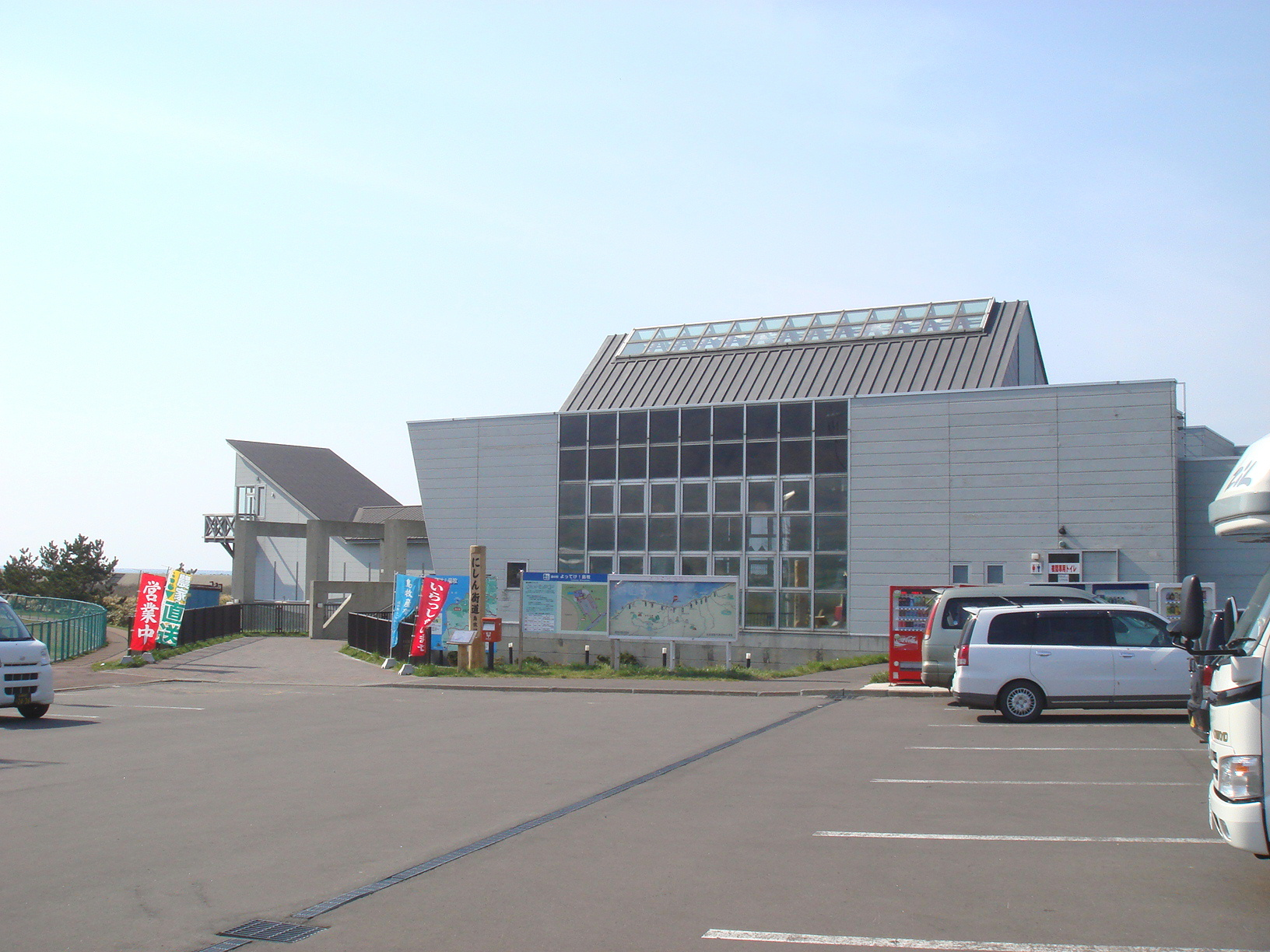
2009年5月の様子

道の駅よってけ!島牧（みちのえき よってけしままき）は、北海道島牧郡島牧村にある国道229号の道の駅である。

## 主な施設
- 駐車場
  - 普通車：36台
  - 大型車：11台
  - 身障者用 : 2台
- トイレ
  - 男：大 3器（3器） 小 4器（4器）
  - 女：5器（5器）
  - 身障者用：1器（0器）

※（）内は、24時間利用可能
- 公衆電話：1台
- 売店（水産物販売）（9:00 - 17:00、7・8月 18:00）
- レストラン（11:00 - 14:30）*
- 観光案内所
- 自然体験学習センター
- 島牧知ろう館（9:00 - 17:00、7・8月 18:00）

## 休館日
- 毎週火曜日（祝日の場合、翌日）

## アクセス
- 国道229号

## 周辺
- 千走川
- 漁火温泉
- 千走川温泉
- 賀老の滝
- ニセコバス島牧線・「スポーツセンター前」停留所